# Яковлева, Галина Петровна
Галина Петровна Яковлева (24 июля 1940, Ветки, Кингисеппский район, Ленинградская область, РСФСР, СССР — 10 августа 2018, Тюмень, Тюменская область, Российская Федерация) — работник советской лёгкой промышленности, гребнечесальщица Тюменского камвольно-суконного комбината Министерства текстильной промышленности РСФСР. Герой Социалистического Труда (1986 год). Лауреат Государственной премии СССР (1980 год). Депутат Совета Союза Верховного совета СССР (1979—1989 гг.).

## Биография
Галина Петровна Яковлева родилась 24 июля 1940 года в селе Ветки Кингисеппского района Ленинградской области. По национальности — русская. Из крестьянской семьи, мать работала дояркой, отец был кочегаром. Он погиб в 1942 году во время Великой Отечественной войны. В детстве пережила немецкую оккупацию, помогала матери с хозяйством.
После войны переехала с семьёй в село Загорье Псковской области. В 1955 году из-за болезни матери ушла из девятого класса средней школы и стала работать в колхозе на животноводческой ферме. В 1959 году переехала в Тюмень к двоюродной сестре и, перепробовав много профессий, устроилась на работу в 4-й строительный участок Тюменского отделения Свердловской железной дороги, в частности, была занята на строительстве Тюменского камвольно-суконного комбината. В 1961 году вернулась обратно в Загорье, где снова трудилась в колхозе. В 1966 году опять приехала в Тюмень и стала работать тростильщицей на комбинате. Вышла замуж за строителя. В 1968 году по семейным обстоятельствам из-за инфаркта мужа перешла на работу в тюменский детский сад № 85, где воспитывались её двое сыновей-погодков.
С 1970 года и на протяжении 17 лет трудилась гребнечесальщицей Тюменского камвольно-суконного комбината. Находясь под влиянием достижений ивановской ткачихи В. Н. Голубевой, в качестве эксперимента выдвинула идею о многостаночном обслуживании техники и вместо положенных на специалиста 6 станков приняла на себя производство на 12 станках. Вопреки непониманию коллег и противодействию со стороны руководства цеха сумела довести эксперимент до завершения, добившись высоких показателей производительности труда при сохранении качества. Впоследствии обслуживала уже 16 станков, перевыполнив план десятой пятилетки (1976—1980 гг.) вдвое, а план одиннадцатой пятилетки (1981—1985 гг.) — в три с половиной раза. В дальнейшем обучила многостаночной работе свыше 10 молодых ткачих, которые переняли её метод, яковлевский почин.
В 1974 году вступила в КПСС, была членом бюро Тюменского областного комитета КПСС (1980—1985 гг.). Избиралась депутатом Совета Союза Верховного Совета СССР 10-го (1979—1984 гг.) и 11-го (1984—1989 гг.) созывов, была членом комиссии по товарам народного потребления и торговле, комиссии по товарам народного потребления и услугам населению. Также была депутатом Ленинского районного Совета народных депутатов Тюмени, членом Центрального комитета профсоюза рабочих текстильной и лёгкой промышленности СССР.
В 1985 году заняла первое место на Всесоюзном конкурсе мастеров своей профессии. С 1987 года занимала должность старшего инженера отдела охраны труда и техники безопасности Тюменского камвольно-суконного комбината, а затем стала инженером социологической группы комбината. В 1989 году, отработав трудовую смену, была сбита водителем на автобусной остановке. В 1990 году вышла на пенсию, сумев в дальнейшем оправиться от последствий катастрофы.
Последние годы жила в Тюмени. В 2010 году отметила своё 70-летие. В 2013 году комбинат, преобразованный в текстильную корпорацию «Кросно», закончил свою работу, а в 2014 году начался снос зданий предприятия. Яковлева сожалела о судьбе родного комбината и надеялась на его возрождение.
Галина Петровна Яковлева скончалась 10 августа 2018 года в Тюмени.

## Награды
- Звание «Герой Социалистического Труда» с вручением золотой медали «Серп и Молот» и ордена Ленина (23 мая 1986 года, указом Президиума Верховного Совета СССР) — «за досрочное выполнение заданий одиннадцатой пятилетки и социалистических обязательств, большой личный вклад в увеличение выпуска и улучшение качества товаров народного потребления и проявленную трудовую доблесть»[20].
- Орден Ленина (12 мая 1977 года)[2][3].
- Орден Трудового Красного Знамени (20 февраля 1974 года)[2][3].
- Медаль «За трудовую доблесть» (24 февраля 1982 года)[2][3].
- Другие медали[2][3].
- Государственная премия СССР (1980 год)[2][3].

## Память
История жизни Г. П. Яковлевой рассказана в очерке К. Г Лагунова, опубликованном в журнале «Урал» в 1986 году, который также планировал написать о ней повесть. Портрет Г. П. Яковлевой был написан тюменским художником Н. И. Сидоровым.